# Кастелянос (департамент)
Кастелянос е департамент в Аржентина, разположен в провинция Санта Фе с обща площ 6600 км2 и население 175 317 души (2007). Главен град е Рафаела.

## Административно деление
Департаментът е съставен от 47 общини.